# Bidessodes charaxinus
Bidessodes charaxinus är en skalbaggsart som beskrevs av Young 1986. Bidessodes charaxinus ingår i släktet Bidessodes och familjen dykare. Inga underarter finns listade i Catalogue of Life.